# Stavangers symfoniorkester
Stavanger Symfoniorkester (SSO) är en symfoniorkester från Stavanger i Norge.
Den grundades 1938 av Norsk Rikskringkasting som Stavanger Byorkester med uppgift att spela i deras radiosändningar. Namnet ändrades från Stavangerensemblet till Symfoniorkestret i Stavanger 1965 och sedan till det nuvarande,  Stavanger Symfoniorkester, 1982.